# Plagiochila perdentata
Plagiochila perdentata là một loài rêu trong họ Plagiochilaceae. Loài này được M. L. So & Grolle mô tả khoa học đầu tiên năm 2001.